# Olympische Sommerspiele 2004/Teilnehmer (Äthiopien)
| Gelbes Symbol für Goldmedaillen mit stilisierten Olympischen Ringen | Graues Symbol für Silbermedaillen mit stilisierten Olympischen Ringen | Braundes Symbol für Bronzemedaillen mit stilisierten Olympischen Ringen |
| ------------------------------------------------------------------- | --------------------------------------------------------------------- | ----------------------------------------------------------------------- |
| 2                                                                   | 3                                                                     | 2                                                                       |

Äthiopien nahm an den Olympischen Sommerspielen 2004 in der griechischen Hauptstadt Athen mit 24 Sportlern teil.
Seit 1956 war es die zehnte Teilnahme eines äthiopischen Teams bei Olympischen Sommerspielen.

## Medaillen
Mit zwei gewonnenen Gold-, drei Silber- und zwei Bronzemedaillen belegte das äthiopische Team Platz 28 im Medaillenspiegel.

## Teilnehmer nach Sportarten

### Leichtathletik
800 Meter der Männer
- Berhanu Alemu

1500 Meter der Männer
- Mulugeta Wendimu

3000 Meter Hindernislauf der Männer
- Tewodros Shifer
- Luleseged Wale

5000 Meter der Männer
- Kenenisa Bekele (Silber )
- Gebregziabher Gebremariam
- Dejene Berhanu

10.000 Meter der Männer
- Kenenisa Bekele (Gold )
- Sileshi Sihine (Silber )
- Haile Gebrselassie

Marathon der Männer
- Ambesse Tolosa
- Teferi Wodajo
- Hailu Negussie

1500 Meter der Frauen
- Kutre Dulecha
- Mestawat Tadesse
- Meskerem Legesse

5000 Meter der Frauen
- Meseret Defar (Gold )
- Tirunesh Dibaba (Bronze )
- Sentayehu Ejigu

10.000 Meter der Frauen
- Ejegayehu Dibaba (Silber )
- Derartu Tulu (Bronze )
- Werknesh Kidane

Marathon der Frauen
- Elfenesh Alemu
- Asha Gigi
- Workenesh Tola

### Boxen
bis 48 kg der Männer
- Endalkachew Kebede

bis 54 kg der Männer
- Abel Aferalign